# Bảo tàng Vùng đất Koziel ở Kędzierzyn-Koźle
Bảo tàng Vùng đất Koziel ở Kędzierzyn-Koźle (tiếng Ba Lan: Muzeum Ziemi Kozielskiej w Kędzierzynie-Koźlu) là một bảo tàng tọa lạc tại số 5b phố Kraszewski, Kędzierzyn-Koźle, Ba Lan. Bảo tàng này bố trí triển lãm bên trong những tòa nhà còn sót lại của quần thể lâu đài ở Koźle. Hiện tại, Izabela Migocz đang đảm nhiệm chức vụ giám đốc bảo tàng.

## Triển lãm
Các bộ sưu tập của bảo tàng được tổ chức thành các cuộc triển lãm sau đây:
- Khảo cổ học: trưng bày các hiện vật thu thập từ các cuộc khai quật khảo cổ được thực hiện từ năm 1990 đến năm 1992, một phần trong số đó là các hiện vật ký gửi của Bảo tàng Opole Silesia ở Opole
- Lịch sử: giới thiệu lịch sử của thị trấn và lịch sử của pháo đài Koźle trong hai thế kỷ 18 và 19
- Dân tộc học: bộ sưu tập này được trưng bày trong tầng hầm của tháp, giới thiệu văn hóa dân gian và các vật dụng hàng ngày của cư dân trong thế kỷ 19 và 20
- Nghệ thuật: bộ sưu tập này bao gồm các đồ nội thất, đồng hồ và tranh vẽ trước đây[2]

## Giờ mở cửa
Bảo tàng Vùng đất Koziel ở Kędzierzyn-Koźle là một cơ sở hoạt động quanh năm, mở cửa tất cả các ngày trong tuần trừ thứ Hai.